# Norasuma javanica
Norasuma javanica är en fjärilsart som beskrevs av Moore 1872. Norasuma javanica ingår i släktet Norasuma och familjen silkesspinnare. Inga underarter finns listade i Catalogue of Life.